# Língua yami
Yami (em chinês:  雅美), também chamada Tao (chinês: 達悟語), é uma língua Malaio-Polinésia, sendo parte do continuum dialetal da língua ivatana. É falada pelo  povo Yami de Taiwan, na Ilha Orquídea, que fica 45 km a sudeste na principal ilha Taiwan. É chamada de ciriciring no Tao ou "língua humana" por seus falantes nativos.
Yami é a única língua nativa dos Aborígenes de Taiwan que não faz parte das “línguas formosanas” sub-grupo das Malaio Polinésias. Pertence ao grupo das línguas Batânicas faladas no norte das Filipinas.

## Fonologia
Yami tem 20 consoantes e 4 vogais:
Consoantes (em escrita Yami –alfabeto latino
- Oclusivas: ⟨p, b, t, d, k, g, '⟩
- Fricativas: ⟨v, s, h⟩ (⟨s⟩ é retroflexa)
- Nasais: ⟨m, n, ng⟩
- Líquidas: ⟨l, r⟩
- Africadas: ⟨c, j⟩ (africadas palatais)
- Vibrantes: ⟨z⟩ (alveolar vibrante)
- Semivogais: ⟨w, y⟩

Vogais
- ⟨a, e, i, o⟩ (“E” é vogal medial central)

O Yami Iraralay, falado no litoral norte, faz distinção entre vogais longas e curtas (Ex., opa 'coxa' vs. oppa 'galinha' formam tais pares mínimos).

## Vocabulário

### Cognatos com línguas filipinas
| Português   | Yami                                          | Filipino/Ilokano/Tagalo, etc.                           |
| ----------- | --------------------------------------------- | ------------------------------------------------------- |
| Pessoa      | tao                                           | tao                                                     |
| Mãe         | ina                                           | ina                                                     |
| Pai         | ama                                           | ama                                                     |
| Cabeça      | oo                                            | ulo                                                     |
| Sim         | nohon                                         | oho (opo)                                               |
| Amigo       | kagagan                                       | kaibigan                                                |
| quem        | sino                                          | sino                                                    |
| eles        | sira                                          | sila                                                    |
| deles       | nira                                          | nila                                                    |
| prole       | anak                                          | anak                                                    |
| I (pronome) | ko                                            | ko, -ko (Ilokano)                                       |
| você        | ka                                            | ka, -ka (Ilokano)                                       |
| dia         | araw                                          | araw, aldaw (Ilokano)                                   |
| comer       | kanen                                         | kain, kanen (Ilokano)                                   |
| beber       | inomen                                        | inumin, inomen (Ilokano)                                |
| fala        | ciriciring                                    | siling (Hiligaynon, dizer), siring (Waray-waray, dizer) |
| e           | aka                                           | saka                                                    |
| ai!         | Ananay                                        | Aray, Araray (Cebuano), Annay (Ilokano)                 |
| lar         | vahay                                         | bahay, balay (Ilokano, Cebuano)                         |
| porco       | viik                                          | biik (piglet)                                           |
| kadling     | kambing, kanding (Cebuano), kalding (Ilokano) |                                                         |
| pedro       | vato                                          | bato                                                    |
| um          | ása                                           | isa, maysa (Ilokano)                                    |
| dois        | dóa (raroa)                                   | dalawa, duha (Cebuano), dua (Ilokano)                   |
| três        | tílo                                          | tatlo, tulo (Cebuano), talo (Ilokano)                   |
| quarto      | ápat                                          | apat, upat (Ilokano, Cebuano)                           |
| cinco       | líma                                          | lima                                                    |
| seis        | ánem                                          | anim, innem (Ilokano), unom (Cebuano)                   |
| sete        | píto                                          | pito                                                    |
| oito        | wáo                                           | walo                                                    |
| nove        | síam                                          | siyam                                                   |
| póo         | sampu, sangapulo (Ilokano)                    |                                                         |

### Origem japonesa
| Português      | Yami     | Japonês                         |
| -------------- | -------- | ------------------------------- |
| Avião          | sikoki   | hikouki (飛行機)                |
| Alcool         | saki     | sake (酒)                       |
| Belonave       | gengkang | gunkan (軍艦)                   |
| Bíblia         | seysio   | seisho (聖書)                   |
| Cristo         | Kizisto  | kirisuto (キリスト)             |
| Doctor         | koysang  | o-isha-san? (お医者さん)        |
| Lanterna       | dingki   | denki (電気)                    |
| Espírito santo | seyzi    | seirei (聖霊)                   |
| Chave          | kagi     | kagi (鍵)                       |
| Medicina       | kosozi   | kusuri (薬)                     |
| Motocicleta    | otobay   | ootobai (オートバイ; auto bike) |
| Policia        | kisat    | keisatsu (警察)                 |
| Escola         | gako     | gakkō (学校)                    |
| Bolsa escolar  | kabang   | kaban (鞄)                      |
| Professor      | sinsi    | sensei (先生)                   |
| Ticket         | kipo     | kippu (切符)                    |
| Caminhão       | tozako   | torakku (トラック; truck)       |

### Origem Chinesa
| Português | Yami      | Madarim           |
| --------- | --------- | ----------------- |
| Vinho     | potaw cio | pútáojǐu (葡萄酒) |

## Verbos
Essas são as inflexões verbais conf. (2006: 135).
intransitivo dinâmico
- -om-/om- (subjuntivo: N-)
- mi-
- ma-
- maN-
- maka-
- maci-/masi-/macika-/macipa-

Estativo
- ma- (subjuntivo: a-)
- ka- ... -an (subjuntivo: ka- ... -i)

Dinâmico
- pi-
- pa-
- paN- (subjuntivo: maN-)
- paka- (subjuntivo: maka-)
- paci- (subjuntivo: maci-)

Transitivo
- -en (subjuntivo: -a)
- -an (subjuntivo: -i)
- i- (subjuntivo: -an)

Estativo funcionando como transitivo
- ma- (subjuntivo: a- ... -a)
- ka- ... -an (subjuntivo: a- ... -a)

## Afixos
Lista de afixos Yami conforme (2006: 135-136).
- icia- 'companheiros tal e tal que compartilham as mesmas características ou destino "
- Ikeyka- 'ainda mais'
- Ika- "sentir tal e tal porque ..."
- Ika- 'número ordinal'
- IPI 'número múltiplo'
- Ji a- 'negação ou enfático "
- Ka 'empresa, como ... como, substantivo abstrato "
- Ka 'e, em seguida, apenas agora, apenas "
- Ka 'prefixo verbo stative reaparecendo na formação de verbos transitivos'
- Ka- (raiz reduplicadao) 'muito'
- Ka- (raiz reduplicada) dos animais em homenagem a certas características '
- Ka ... -um 'substantivo comum'
- Ma ... -en 'amor a fazer tal e tal'
- Mapaka- 'fingir ser tal e tal'
- Mapi- 'fazer tal e tal como uma ocupação "
- Mi- / mala- 'relações de parentesco em um grupo de dois ou três'
- Mika- / mapika- / ipika- 'tudo, gradualmente, um por um'
- Mala- "gosto ou parecido com ... '
- Mipa- 'ficando mais e mais ...'
- Mipipa- 'ainda mais ... "
- Mapi- / mapa- / pa- ... -en / ipa- 'afixo causador  de verbo'
- Ni 'perfective'
- Ni- ... na 'superlativo'
- Noka- "passado"
- Noma- "futuro (remoto)"
- Sicia- "presente"
- Sima- "futuro (proximal) '
- Tey- "direção"
- Tey- "raiz reduplicada) montante atribuído a cada unidade